# Michel Raspaud
 (mars 2022).
Pour les articles homonymes, voir Raspaud.
Michel Raspaud, né en 1953, est un sociologue français spécialisé dans les loisirs et les sports. Ses premières études ont porté sur le football, actuellement il développe des recherches relatives aux politiques sportives, aux fédérations, et à la haute montagne. En collaboration avec Nicolas Delorme et Julie Boiché, il travaille également sur l'effet de l'âge relatif sur la pratique sportive.
Les échanges internationaux qu'il développe portent sur les pays des Sud, le Yemen, le Maghreb, le Brésil en Amérique du Sud.

## Ouvrages
- L'histoire du football au Brésil. Paris : Editions Chandeigne. 2010.

- L’Aventure himalayenne. Les enjeux des expéditions sur les plus hautes montagnes du monde, 1880-2000. Grenoble: Presses universitaires de Grenoble. 2003.

- Football, Rites, Fondation. Thèse de Doctorat en sociologie, Université de Grenoble 2, Grenoble.1984

## Quelques autres publications
- Delorme, N., Chalabaev, A. & Raspaud, M. (2011). Relative Age is Associated with Sport Dropout: Evidence from Youth Categories of French Basketball. Scandinavian Journal of Medicine & Science in Sports, 21 (1), 120-128.

- Delorme, N., Boiché, J. & Raspaud, M. (2010). Relative Age and Dropout in French Male Soccer. Journal of Sports Sciences, 28 (7), 717-722.

- Delorme, N., Boiché, J. & Raspaud, M. (2010). Relative Age Effect in Female Sport: A Diachronic Examination of Soccer Players. Scandinavian Journal of Medicine & Science in Sports, 20 (3), 509-515.

- Delorme, N., Boiché, J. & Raspaud, M. (2010). Relative Age Effect in Elite Sports: Methodological Bias or Real Discrimination? European Journal of Sport Science, 10 (2), 91-96.

- Delorme, N., Boiché, J. & Raspaud, M. (2009). The Relative Age Effect in Elite Sport: The French Case. Research Quarterly for Exercise and Sport, 80 (2), 336-344.

- Delorme, N. & Raspaud, M. (2009). The Relative Age Effect in Young French Basketball Players: A Study on the Whole Population. Scandinavian Journal of Medicine & Science in Sports, 19 (2), 235-242.

- Delorme, N. & Raspaud, M. (2009). Is There an Influence of Relative Age on Participation in Non-Physical Sports Activities? The Example of Shooting Sports. Journal of Sports Sciences, 27 (10), 1035-1042.

- Raspaud, M. (2008). O cerro Aconcagua (6962m, Argentina): um destino do turismo-aventura, um alto lugar mítico e simbólico. Turismo em Análise, 19, 505-522.

- Raspaud M. (2006). « Mise en tourisme du patrimoine sportif bâti », Les Cahiers Espaces. N° 88, mai 2006, pp. 24-35.

- Raspaud M. (2004). « Les premières années de The Himalayan Journal (1929-1940). Expéditions et normalisation des règles d'organisation », @mnis. Revue de Civilisation contemporaine.

- Raspaud M. (2004). « Les débuts de The Himalayan Journal, 1929-1940. Le développement de l'alpinisme en Inde, l'Himalayan Club et la société coloniale », Babel. N° 10, juillet 2004, pp. 9-28.

- Raspaud M. (2003). « L'Everest et l'himalayisme au XXe siècle : des ambitions nationales au commerce d'altitude », Gymnasium. Revista de educatie fisica si sport. Nr. 5, Anul IV, Noiembrie 2003, pp. 5-18.

- Raspaud M. (2003). « Gravir l'Everest : un exploit ou un loisir ? », Esprit. N° 295, juin 2003, pp. 206-210.

- Raspaud M. (2003). « Le voyage en oxygène rare comme expérience initiatique. L'expérimentation de la haute altitude en Himalaya », Babel. N° 8, mars 2003, pp. 87-110.

- Raspaud M. (2002). « L'échec récurrent du football d'élite à Grenoble », Panoramiques. N° 61, novembre 2002, pp. 139-143.

- Raspaud M. (2002). « Culture sportive et socialisation. Un exemple des années soixante », La Création Sociale. N° 8, 2002, pp. 59-72.

- Raspaud M. (2001). « La conception française de l'himalayisme », Stadion. XXVII, 2001, pp. 213-221.

- Raspaud M. (2001). « Ethique de l'assistance et haute altitude en Himalaya », Babel. N° 5, janvier 2001, pp. 175-193.

- Raspaud M. (2000). « La vision des vainqueurs. Himalayisme et choc des cultures », La Création Sociale. N° 5, 2000, pp. 127-146.

- Raspaud M. (2000). « As transformações no futebol europeu e integração continental », Revista Comunicações & Artes. 21 (33), jan.-abr. 1998 (édité en février 2000), pp. 50-61.

- Raspaud M. (1998). « La mise en spectacle de l'alpinisme », Communications. N° 67, octobre 1998, pp. 165-178.

- Raspaud M. (1996). « Storia politica dell'himalajismo », Ricerche Storiche. Anno XXVI, n° 3, settembre-dicembre 1996, pp. 605-618.

- Raspaud M. (1993). « Le sport, facteur de santé du salarié ? Note critique », Revue STAPS. Vol. 14, n° 31, mai 1993, pp. 39-46.

- Raspaud M. (1992). « Les relations entre communes et mouvement sportif. Des rapports politiques », Spirales. N° 5, 1992, pp. 111-113.

- Raspaud M. (1989). « Discours sur la violence "sportive" et violence du discours », Revue STAPS. Vol. 10, n° 19 bis, mai 1989, pp. 45-54.